# Pedro Canário
Pedro Canário este un oraș în statul Espírito Santo (ES) din Brazilia.